# 宮澤正利
宮澤 正利（みやざわ まさとし、1988年8月15日 - ）は、日本の元ラグビーユニオン選手。

## プロフィール
- 東京都八王子市出身。
- ポジションはスタンドオフ(SO)、センター(CTB)。
- 身長 170cm、体重 80kg
- ニックネームはみやん。

## 略歴
ラグビーは小学2年生から八王子ラグビースクールで始めた。
2007年、桐蔭学園高校卒業後、早稲田大学に入る。なお桐蔭学園高校時代、高校日本代表に選ばれ、第30回高校東西対抗試合に東軍として出場した。
2011年、早稲田大学卒業後、ヤマハ発動機ジュビロに加入。なお早稲田大学時代の同級生に有田隆平、榎本光祐、坂井克行、中田英里、中濱寛造、村田大志、山中亮平らがいる。また同年10月29日に行われたジャパンラグビートップリーグ第1節のNTTコミュニケーションズシャイニングアークス戦に先発出場で公式戦初出場を果たす。
2019年、現役を引退した。引退後は社業に専念。